# Hexatoma rossiana
Hexatoma rossiana är en tvåvingeart som beskrevs av Alexander 1961. Hexatoma rossiana ingår i släktet Hexatoma och familjen småharkrankar. Inga underarter finns listade i Catalogue of Life.